# Rhytipterna immunda
Rhytipterna immunda е вид птица от семейство Tyrannidae.

## Разпространение
Видът е разпространен в Бразилия, Венецуела, Колумбия, Суринам и Френска Гвиана.